# Pelekium minusculum
Pelekium minusculum är en bladmossart som beskrevs av Andries Touw 2001. Pelekium minusculum ingår i släktet Pelekium och familjen Thuidiaceae. Inga underarter finns listade i Catalogue of Life.